# تردید (فیلم ۱۳۸۷)
تردید عنوان فیلمی سینمایی به کارگردانی واروژ کریم‌مسیحی محصول سال ۱۳۸۷ ایران است. این فیلم جایزه سیمرغ بلورین بهترین فیلم بیست و هفتمین جشنواره فیلم فجر را به‌دست‌آورد. تردید دومین ساخته کریم‌مسیحی پس از گذشت ۱۸ سال از ساخت نخستین فیلم او پرده آخر است.

## داستان
فیلمنامه تردید بر پایه نمایشنامه هملت اثر ویلیام شکسپیر نوشته شده‌است و روایتگر داستان پسری به نام سیاوش است که پس از مرگ پدرش، عموی او اختیار ثروت خانوادگی را به دست می‌گیرد. سیاوش عاشق دخترعمه‌اش مهتاب است. پس از گذشت مدت کوتاهی از مرگ پدر، او از ازدواج قریب‌الوقوع عمو با مادرش باخبر می‌شود. سیاوش طی ماجراهایی می‌فهمد که پدرش کشته شده‌است.

## بازیگران
- بهرام رادان
- ترانه علیدوستی
- حامد کمیلی
- مهتاب کرامتی
- محمد مطیع
- علیرضا شجاع‌نوری
- جواد نظری
- آتش گرگانی
- انوشیروان ارجمند
- فرخ نعمتی
- محمود پاک‌نیت
- کاوه کاویان
- امید روحانی

## فرایند تولید
تولید فیلم تردید در مهر ۱۳۸۶ پس از گذشت سه هفته از آغاز فیلم‌برداری به دلیل بیماری (خونریزی معده) کارگردان متوقف شد. سرانجام پس از تغییر برخی از عوامل تولید مانند تهیه‌کننده و فیلم‌بردار و جایگزینی حامد کمیلی و آتش گرگانی به جای محمدرضا فروتن و بیتا فرهی، فیلم‌برداری آن از میانه مرداد ماه ۱۳۸۷ از سر گرفته شد. سکانس‌هایی که با حضور بازیگران پیشین تهیه شده بود، کنار گذاشته شدند. فیلم‌برداری تردید پس از چهار ماه در آبان ۱۳۸۷ به پایان رسید.

## جایزه‌ها و نامزدی‌ها
فهرست نامزدی‌ها و جایزه‌های جشنواره فیلم فجر:
| جشنواره فیلم فجر ۱۳۸۷ | بهترین فیلم                                     | سعید سعدی       | برنده |
| جشنواره فیلم فجر ۱۳۸۷ | بهترین کارگردانی                                | واروژ کریم‌مسیحی | نامزد |
| جشنواره فیلم فجر ۱۳۸۷ | بهترین کارگردانی - بخش مسابقه فیلم‌های اول و دوم | واروژ کریم‌مسیحی | برنده |
| جشنواره فیلم فجر ۱۳۸۷ | بهترین فیلمنامه                                 | واروژ کریم‌مسیحی | نامزد |
| جشنواره فیلم فجر ۱۳۸۷ | بهترین فیلم‌نامه اقتباسی                         | واروژ کریم‌مسیحی | برنده |
| جشنواره فیلم فجر ۱۳۸۷ | بهترین بازیگر نقش اول زن                        | ترانه علیدوستی  | نامزد |
| جشنواره فیلم فجر ۱۳۸۷ | بهترین بازیگر نقش مکمل مرد                      | حامد کمیلی      | نامزد |
| جشنواره فیلم فجر ۱۳۸۷ | بهترین چهره‌پردازی                               | محمدرضا قومی    | نامزد |
| جشنواره فیلم فجر ۱۳۸۷ | بهترین صدای فیلم                                | پرویز آبنار     | نامزد |
| جشنواره فیلم فجر ۱۳۸۷ | بهترین تدوین                                    | واروژ کریم‌مسیحی | نامزد |
| جشنواره فیلم فجر ۱۳۸۷ | بهترین فیلم‌برداری                               | بهرام بدخشانی   | نامزد |
| جشنواره فیلم فجر ۱۳۸۷ | بهترین طراح صحنه و لباس                         | امیر اثباتی     | نامزد |

## نظر دیگران
بهرام بیضایی گفت: «همان میزان گرما، پُختگی، تحّرک، دقّت، نکته‌بینی، نیرو، سلیقه و مهّم‌تر از همه استقلالِ سَبک که هجده سال پیش تماشاگرانِ پردهٔ آخر از آن شگفت‌زده شدند را افزون بر تجربه گذر از این هجده سال، در تردید می‌توان دید. تسلّطِ مطلق بر چینشِ عناصر و پردازشِ حرکت‌ها، گُسترشِ مضمونِ هر صحنه، دقّت بر جزئیاتِ هر قاب و خودِ قاب‌بندی که همه برای تدوینی ویژه اندیشیده شده‌اند.»
مارک برنت، شکسپیرشناس ایرلندی و فیلم‌شناس، در پاییز ۱۳۹۳ دربارهٔ این فیلم در دانشگاه تهران در حضور اندیشمند برجسته و شکسپیرشناس بزرگ آمریکایی استیون گرینبلت سخن گفت. استیون گرینبلت علاقه‌مندی خود را برای تماشای این فیلم ابراز کرد.